# Giovanni Lombardi Stronati
Giovanni Lombardi Stronati (Roma, 18 marzo 1963) è un dirigente sportivo italiano naturalizzato britannico.

## Biografia
Si laurea nel 1985 in Economia Commercio alla Sapienza con 110 e lode successivamente in legge sempre con 110 e lode. Inizia come tributarista ed esperto di 'merger & acquisitions' presso l'Arthur & Young Consulting, ha collaborato con la cattedra di Diritto Tributario alla Sapienza di Roma ed è stato docente a contratto in Scienza delle Finanze presso la Libera università internazionale degli studi sociali Guido Carli (Luiss); ha scritto vari articoli su riviste specializzate in materia tributaria. Nel 1994 fonda a New York la Credit Securitization società attiva nella cartolarizzazione di crediti, soprattutto nei confronti delle pubbliche amministrazioni. 
Vive a Londra dal 1994 ed è cittadino britannico. 
Da marzo 2007 a gennaio 2010 è stato presidente del club calcistico italiano Siena, che sotto la sua gestione ha stabilmente militato in Serie A.